# های رولز (نیومکزیکو)
های رولز (به انگلیسی: High Rolls) یک منطقهٔ مسکونی در ایالات متحده آمریکا است که در شهرستان آترو، نیومکزیکو واقع شده‌است. های رولز ۲٬۰۷۲٫۶۷ متر بالاتر از سطح دریا واقع شده‌است.